# Fantasio
Fantasio és una opéra comique en tres actes i quatre quadres composta per Jacques Offenbach el 1872. El llibret francès és de Paul de Musset, estretament basat en l'obra del mateix nom del seu germà Alfred de Musset. Es va estrenar el 18 de gener de 1872 a l'Opéra-Comique. L'òpera va tenir poc èxit en la vida d'Offenbach, i va ser reviscuda en el 1930 i presentada en una edició crítica en la dècada del 2000.

## Origen i context
L'obra de Musset va ser publicada a la Revue des deux Mondes el 1834 i estrenada a la Comédie-Française de París el 1866, on va ser vista trenta vegades. Dues "noves" obres estaven previstes per a la Salle Favart (Opéra-Comique) el 1872, ja que va recuperar l'impuls després de la guerra francoprussiana i la Commune; Fantasio d'Offenbach i Les noces de Fígaro, òpera de Mozart basada en Beaumarchais, que van ser les que va entrar en el repertori de l'Opéra-Comique aquell febrer.
L'elecció de Fantasio com a subjecte operístic fou considerat una audàcia, ja que la comèdia d'Alfred de Musset no havia tingut gran èxit a la Comédie-Française com a obra de teatre. Els assajos per a l'òpera havien començat a principis del 1870, però la guerra francoprussiana i les seqüeles de la derrota havien demorat la producció durant dos anys. Al principi, els cantants elegit foren Victor Capoul com a tenor Fantasio, Couderc com a Príncep, Potel com a Marinoni, Gailhard com a Spark, senyoreta Dalti com a Elsbeth i Moisset com a patge. No obstant això, en l'estrena, dos anys més tard, només Moisset i Potel van romandre en les seves funcions; Galli-Marié va assumir el paper protagonista, ara una mezzosoprano, Ismaël va assumir el rol de Príncep, Melchissédec el de Marinoni, i Marguerite Priola el d'Elsbeth.
Des dels seus primers èxits a París, Offenbach havia estat el blanc de molts atacs viciosos en la premsa, i aquests s'havia intensificat durant la guerra francoprussiana. Fins i tot Bizet es va atrevir a atacar l'"infernal Offenbach" quan va estrenar Boule de neige i Le roi Carotte les setmanes prèvies a Fantasio. Amb Fantasio es van intensificar els atacs anteriors. Yon argumenta que la sensibilitat d'Offenbach a la crítica va ser també la causa de la seva identificació amb el personatge del títol de Fantasio, l'amarg pallasso.
Offenbach va quedar afligit quan l'òpera va ser retirada i va escriure una carta de queixa al director de l'Opéra-Comique, Camille du Locle. Més tard va reutilitzar el cor d'estudiants del primer acte de Fantasio a Els contes de Hoffmann, on es converteix en el cor d'estudiants del final del primer acte d'aquesta òpera, i la veu de la mare d'Antonia del terce acte de Hoffmann entra amb un el tema de l'obertura de Fantasio.
L'obra està dedicada a Eduard Hanslick.